# Jade Fernandes Barbosa
Jade Barbosa (Río de Janeiro, 1 de julio de 1991) es una gimnasta artística brasileña, que ha sido dos veces medallista mundial de bronce en 2007 y 2010.

## Carrera deportiva
En el Mundial de Stuttgart (Alemania) de 2007 consigue la medalla de bronce en la competición general individual, tras la estadounidense Shawn Johnson, la rumana Steliana Nistor y empatada con la italiana Vanessa Ferrari.
Y en el Mundial de Róterdam 2010 vuelve a ser bronce, esta vez, en la prueba de salto de potro, tras la estadounidense Alicia Sacramone (oro) y la rusa Aliya Mustafina (plata).
Participó en los Juegos Panamericanos de 2019 que se realizó en Lima, Perú.